# アーヴィング・フィンケル
アーヴィング・レナード・フィンケル（Irving Leorard Finkel、1951年 - ）は、イギリスの文献学者、アッシリア学者。
大英博物館中東部門の古代メソポタミア文書、言語、文化分野の副部長（Assistant Keeper）。古代メソポタミアの粘土板に記された楔形文字の専門家である。

## 生い立ち
1951年、歯科医の父と教師の母との間に生まれる。5人きょうだいで、北ロンドンのパルマーズグリーンで育つ。
正統派ユダヤ教徒として育てられるが、10代になると無神論者となった。
バーミンガム大学ではウィルフレッド・G・ランバート教授の指導のもとバビロニアの悪魔祓い呪文についての論文を著し、アッシリア学の博士号を取得した。

## 業績

### 文献学
シカゴ大学東洋研究所（University of Chicago Oriental Institute）でリサーチフェローとして3年間過ごした後、1976年にイギリスに戻り、大英博物館西アジア遺物部門の副部長に任命された。そこでフィンケルは、大英博物館が収集したおよそ13万枚の楔形文字が刻まれた粘土板の整理、読解、翻訳作業の責任者となった（現在も責任者である）
2014年、フィンケルは著書『The Ark Before Noah（邦題：ノアの箱舟の真実）』で、メソポタミアの粘土板に記された大洪水神話と旧約聖書に書かれたノアの箱舟の物語との類似性を指摘して反響を呼び、メディアでも広く取り上げられた。 
粘土板の記載によれば、箱舟は円形で、ちょうど非常に大きなコラクルあるいはクファ（いずれもイギリスやアイルランドの河川で用いられた皮舟）の様であり、木枠にロープで作られたものだった。また寸法や建造方法も十分細かく記載されていたため、これを参考に3分の1サイズのノアの箱舟を作製したところ見事に水に浮かんだ様子が2014年アメリカPBSのTV番組『Secrets of Noah's Ark（ノアの箱舟の秘密）』にて放映された。

### ボードゲーム
フィンケルはボードゲーム史の研究者でもあり、学術誌「Board Game Studies」の編集委員でもある。 
著名な業績のひとつにウル王朝のゲームのルールを確定したことがあげられる。 
また所有していたルイス島のチェス駒のレプリカが、映画『ハリー・ポッター』のプロップに使用されたこともある

### グレート・ダイアリー・プロジェクト
一般の人々の日記を保存するプロジェクト「Great Diary Project（グレート・ダイアリー・プロジェクト）」を創設し、ビショップスゲート研究所と共同で2,000冊以上の個人日記のアーカイブ化を支援した。
このプロジェクトにより、2014年にはV&A子供博物館で1813年から1996年の間に書かれた子どもたちの日記の展覧会が開催された。

### 文学
子ども向けフィクション文学の著作もある
2014年に出版されたネイサン・ペンリントンの書籍『The Boy in the Book』にフィンケルが登場する。

## 私生活
ロンドン南西部に妻と二人で住み、5人の子がいる。

## 主な著作物

### 学術
- The First Ghosts: Most Ancient of Legacies. Hodder & Stoughton. (2021)
- The Ark Before Noah: Decoding the Story of the Flood. Hodder & Stoughton. (2014). ISBN 978-1444757057
- Finkel, Irving L., ed (2008). Ancient Board Games in Perspective: Papers from the 1990 British Museum colloquium with additional contributions. London: British Museum
- Finkel, Irving L.; Geller, M.J., eds (2007). The Wellcome Conference on Babylonian Medicine. Styx
- “Report on the Sidon Cuneiform tablet”. Archaeology & History in Lebanon 24 (Autumn 2006):  114–20.
- ——— (2005). "Documents of the Physician and Magician". In Spar, I.; Lambert, W.G. (eds.). Cuneiform Inscriptions in the Metropolitan Museum. New York. pp. 155–76.
- ——— (2005). "Explanatory Commentary on a List of Materia Medica". In Spar, I.; Lambert, W.G. (eds.). Cuneiform Inscriptions in the Metropolitan Museum. New York. pp. 279–83.
- “Pachisi in Arab Garb”. Board Games Studies 5:  65–78. (2003).
- “On some inscribed Babylonian alabastra”. Journal of the Royal Asiatic Society 12 (1):  31–46. (2002).

### フィクション
- The Writing in the Stone. Medina Publishing. (2018). ISBN 978-1-909-339-95-8
- Miss Barbellion's Garden. Kennedy & Boyd. (2012). ISBN 978-1-84921-071-3
- Swizzle de Brax and the Blungaphone. Kennedy & Boyd. (2010). ISBN 978-1-84921-082-9
- The Princess Who Wouldn't Come Home. Kennedy & Boyd. (2008). ISBN 978-1-904999-80-5
- The Last Resort Library. Kennedy & Boyd. (2007). ISBN 978-1-904999-41-6